# Окічобі (округ, Флорида)
Шаблон:StateAbbr_ 27°23′ пн. ш. 80°53′ зх. д. / 27.39° пн. ш. 80.89° зх. д.
Округ Окічобі (англ. Okeechobee County) — округ (графство) у штаті Флорида, США. Ідентифікатор округу 12093.

## Історія
Округ утворений 1915 року.

## Демографія
За даними перепису 2000 року загальне населення округу становило 35910 осіб, зокрема міського населення було 20432, а сільського — 15478. Серед мешканців округу чоловіків було 19245, а жінок — 16665. В окрузі було 12593 домогосподарства, 9022 родин, які мешкали в 15504 будинках. Середній розмір родини становив 3,07.
Віковий розподіл населення поданий у таблиці:
| Стать    | До 15 років | 15-21 | 22-29 | 30-39 | 40-49 | 50-65 | 65-85 | Понад 85 |
| -------- | ----------- | ----- | ----- | ----- | ----- | ----- | ----- | -------- |
| Чоловіки | 3815        | 2254  | 2190  | 2770  | 2494  | 2881  | 2653  | 188      |
| Жінки    | 3484        | 1501  | 1495  | 2141  | 2127  | 2894  | 2724  | 299      |

## Суміжні округи
- Індіан-Рівер — північний схід
- Мартін — схід
- Сент-Люсі — схід
- Палм-Біч — південний схід
- Глейдс — південний захід
- Гендрі — південний захід
- Гайлендс — захід
- Полк — північний захід
- Осіола — північний захід